# Kenoden
Kenoden ist ein Ortsteil der Gemeinde Malgersdorf im niederbayerischen Landkreis Rottal-Inn.

## Geografie und Verkehrsanbindung
Der Weiler liegt auf offener Flur, etwa 1,6 km südlich von Malgersdorf. Knapp östlich verläuft die Bundesstraße 20, an die der Ort über die Kreisstraße PAN 50 angeschlossen ist.